# Wapen van De Haan

Het huidige wapen van De Haan.

Het Wapen van De Haan is het heraldisch wapen van de West-Vlaamse gemeente De Haan. Het wapen werd op 3 december 1987, per ministerieel besluit, aan de nieuwe fusiegemeente toegekend.

## Geschiedenis
Met de fusie van de gemeentes Klemskerke, Wenduine en Vlissegem in 1970 ontstond de nieuwe fusiegemeente De Haan, die een eigen wapen nodig had. Er werd voor gekozen om een in drie delen ingebogen gekapt schild te nemen, met in het eerste deel een sprekend wapen van een kraaiende haan van zilver, in het tweede deel het oude wapen van Vlissegem (dat erg geleek op dat van Klemskerke) en ten slotte in het derde deel het oude wapen van Wenduine. Het wapen van Vlissegem verwees - net als de van Klemskerke - met haar krulkruis naar haar geschiedenis als voormalig bezit van de Tempeliers, terwijl de vogels (vinken) in het wapen verwezen naar het Ambacht Vincx van het Brugse Vrije. Het wapen van Wenduine ging terug op het zegel van lokale vissersgilde, die een bruinvis met schuingekruiste harpoenen toonde.

## Blazoen
Het wapen heeft de volgende blazoenering:
Ingebogen gekapt 1. in lazuur een kraaiende haan van zilver, gebekt, gepoot, gekamd, gebaard en getongd van keel 2. in zilver een geledigd krulkruis van keel vergezeld van vier eendjes van sabel 3. in sabel een bruinvis van zilver, doorboord met twee schuingekruiste harpoenen van goud.— Ministerieel Besluit van 3 december 1987.

## Verwante wapens

Wapen van Bredene.